# Şehzade Osman Füad
Şehzade Osman Füad Efendi (anche noto come Osman Füad Osmanoğlu, turco ottomano: عثمان فواد; Istanbul, 25 febbraio 1895 – Nizza, 22 maggio 1973) è stato un principe ottomano, figlio di Şehzade Mehmed Selaheddin, nipote del sultano Murad V e 39º Capo della Casa Imperiale di Osman.

## Origini
Şehzade Osman Füad nacque il 25 febbraio 1895 a Istanbul, nel Palazzo di Çırağan. Suo padre era Şehzade Mehmed Selaheddin, figlio del sultano ottomano Murad V, e sua madre la consorte Jalefer Hanim. Era l'unico figlio di sua madre.
Trascorse i primi anni della sua nascita in confinamento. Infatti, all'epoca, il Palazzo di Çırağan fungeva da prigione per il sultano Murad V, deposto nel 1876 dal suo fratellastro Abdülhamid II, e tutta la sua famiglia. Il confinamento fu revocato nel 1904, alla morte di Murad.
Ormai libero, Osman Füad visse per qualche anno con la sua famiglia a villa Feneryolu, per poi tornare al Palazzo di Çırağan per tenere compagnia a Şayan Kadın, terza consorte di Murad V, la quale si era rifiutata di lasciare il Palazzo alla sua morte.
Fra il 1911 e il 1913 fu presidente del Fenerbahçe Spor Kulübü.

## Carriera

### Istruzione e inizio
Nel 1911 si offrì volontario per l'arruolamento in Libia, dove partecipò all'operazione Sirenek al fianco di Mustafa Kemal Paşah.
Tornato in patria, si iscrisse al Collegio militare ottomano, dove si laureò nel 1914 col grado di sottotenente. In quel periodo compì diversi viaggi in qualità di principe, alle Terme di Karlsbad e in diverse località europee.
Nel tardo 1914 fu poi promosso tenente, e nel 1916 capitano.
Nel 1914, insieme a Şehzade Abdürrahim Hayri, figlio del sultano Abdülhamid II; Şehzade Mehmed Abdülhalim, figlio di Şehzade Selim Süleyman e nipote del sultano Abdülmecid I; e più tardi Şehzade Ömer Faruk, figlio di Abdülmecid II, vennero inviati all'accademia militare di Postdam come ospiti del Kaiser Guglielmo II, che gli fece entrare nella sua guardia d'onore, il Reggimento Imperiale degli Ussari.
Ritornato dalla Germania, Osman Füad prestò servizio sul fronte di Galizia, del Sinai, dove rimase ferito, e di Tripoli.
Il 29 luglio 1916 fu nominato aiutante di campo del sultano Mehmed V e vice comandante dello squadrone di cavalleria Maiyyet-i-Seniyye. Il 4 gennaio 1917 lui e Şehzade Abdurrahim Hayri si recarono a Galizia per sostenere il morale delle truppe.
Il 22 aprile 1917 fu assegnato alla seconda divisione di cavalleria caucasica della terza armata, ma il 29 aprile si decise invece di spostarlo al comando della sesta armata e della terza divisione di cavalleria in Giordania.
Nel settembre 1917 rappresentò la dinastia in Bulgaria, ai funerali di Eleonora di Reuss-Köstritz, e il 24 ottobre 1917 si recò in Austria per conferire a Carlo I d'Austria l'Ordine della Casa di Osman.

## Comandante in capo del Corpo d'Africa
Nel 1918 Osman Füad venne nominato comandante in capo del Corpo d'Africa e inviato in Tripolitania con un sottomarino tedesco perché organizzasse la resistenza contro gli italiani. La nomina non era motivata dalle capacità del principe, che infatti era affiancato da ufficiali molto più esperti, come Nafız Bey, capo di Stato Maggiore e protetto di Ismail Enver, ma dalla speranza che la presenza di un giovane principe ottomano rinvigorisse la lealtà delle tribù locali all'Impero.
Osman Füad svolse i suoi compiti al meglio delle sue possibilità, visitando le linee del fronte e tentando di compattare le tribù rivali, ma con scarso successo. Alla firma del Trattato di Mudros, con cui l'Impero riconosceva la sconfitta, si trovava ancora in Libia. Il governo ottomano gli ordinò di consegnarsi agli italiani, ma lui preferì invece i francesi, convinto che lo avrebbero rimandato a Istanbul. Invece, questi ubbidirono agli ordini e lo consegnarono agli italiani

### Ultimi incarichi
Dopo il suo ritorno a Istanbul il 7 ottobre 1919, fu nominato al comando centrale di Istanbul con il grado di maggiore l'11 novembre 1919.

## Esilio
Nel 1921 Osman Füad e sua moglie si trovarono a Roma, quando furono informati di dover rientrare a Istanbul il 28 marzo 1922, a causa della situazione politica precaria. Tuttavia, quando alcuni mesi dopo Mehmed VI fu deposto e esiliato e il Sultanato abolito, Osman Füad tornò a Roma.
Nel 1924 l'intera dinastia ottomana venne esiliata. Osman Füad, che si trovava a Karlovy Vary, venne avvertito da Mustafa Kemal Paşah. Tramite l'ambasciatore turco a Washington Muhtar Pasha, Osman Füad rispose che, se voleva, poteva raggiungerlo in Anatolia, ma non ricevette mai risposta.
Osman Füad si recò prima a Il Cairo e poi a Nizza. Essendosi guadagnato una solida reputazione di stratega militare, fu contattato da diversi militari europei. Il maresciallo Erwin Rommel replicò le tattiche di Osman in Libia per le sue guerre, mentre il governo britannico, durante la seconda guerra mondiale, lo contattò (all'epoca Osman viveva ad Alessandria d'Egitto,  protettorato britannico) per offrirgli il grado di Colonnello se avesse accettato di aiutarli contro i tedeschi. Osman rifiutò, perché avrebbe significato combattere contro ex compagni d'arme.
Nel 1926, alla morte del sultano Mehmed VI, Osman Füad partecipò alla riunione di famiglia a Nizza, voluta dal nuovo capofamiglia, Abdülmecid II, per decidere su alcune questioni famigliari.
Quando nel 1931 morì Seniha Sultan, figlia del sultano Abdülmecid I, Abdülmecid II incaricò lui e suo figlio Şehzade Ömer Faruk di contattare la compagnia incaricata di reclamare e liquidare le proprietà della dinastia in Turchia, la Jefferson Cohn & Ranz, e di ottenere da loro i soldi necessari alla sepoltura. Dopo una lunga trattativa, i due riuscirono nel compito solo minacciando di rescindere il contratto.
Nel 1931 lui e la moglie, la principessa egiziana Kerime Hanim, fecero in modo che Moazzam Jah, figlio di Mir Osman Ali Khan, l'ultimo Nizam di Hyderabad, sposasse Nilüfer Hanımsultan, figlia della sorellastra di Osman, Adile Sultan, piuttosto che Mahpeyker Hanımsultan, anche lei una principessa ottomana discendente del sultano Abdülmecid I. I due invitarono Moazzam Jah a un ricevimento a cui prese parte anche Nilüfer: la ragazza era talmente bella che Moazzam pretese immediatamente di rompere il suo fidanzamento con Mahpeyker per sposarla. In cambio di quelle nozze vantaggiose, Osman ricevette dalla nipote una rendita di 25.000 sterline l'anno fino al 1952, anno in cui Nilüfer divorziò. Nel 1940 prese parte anche al matrimonio di Neslişah Sultan con il principe Muhammad Abdel Moneim d'Egitto.
Nel 1954, alla morte del suo fratellastro maggiore, Şehzade Ahmed Nihad, Osman Füad assunse il ruolo di 39° Capo della Casa Imperiale di Osman.
Nel 1970 rilasciò un'intervista al giornale Hürriyet, condotta da Doğan Uluç. Osman Füad all'epoca risedeva in un albergo di infima categoria a Parigi, Hotel Royal Bretagne a Montparnasse, stanza 6, da cui stava per essere cacciato per non aver pagato il conto. La stanza era squallida e conteneva solo un letto, un lavabo rotto e due sedie di legno. L'intervista rivelò tutta la sua amarezza per il destino e le condizioni della sua famiglia, e il rancore verso il governo repubblicano che gli aveva non solo esiliati in massa, ma anche espropriati dei loro beni, costringendoli all'indigenza.
Chi avrebbe mai pensato che si sarebbe arrivati a questo? Chi avrebbe mai pensato che il principe generale Osman Füad, l'ex comandante dell'esercito ottomano a Tripoli, un giorno sarebbe stato cacciato da un hotel di terza categoria a Parigi perché non poteva permettersi di pagare il conto? Non possiamo più mettere piede nella terra per la quale i nostri padri hanno combattuto e che hanno governato, quella terra che custodisce per noi tanti ricordi agrodolci. È giusto che ci trattino così? Che vergogna che la dinastia ottomana debba vivere i suoi giorni lontano dal proprio paese natale, costretta a rifugiarsi in terra straniera. Alcuni di noi si sono suicidati, incapaci di sopportare la povertà e l'indigenza. Alcuni di noi sono morti sussurrando "Ah, Turchia! Turchia!" con i loro ultimi respiri. I nostri figli, nati all'estero, frequentano scuole straniere e crescono senza sapere di essere turchi, non sapendo nulla della nostra storia o della nostra religione, proprio come se fossero stranieri. Quello che ti chiederei è di stampare una mia fotografia sul tuo giornale quando lascerò questo mondo. Sotto, scrivi "Osman Fuad", niente di più. Può darsi che alcune persone si ricorderanno di me

## Morte
Şehzade Osman Füad morì il 22 maggio 1973 a Nizza e venne sepolto nel cimitero di Bobigny.

## Famiglia
Osman Füad ebbe una sola moglie:
- Nebile Kerime Hanım. Nata il 15 marzo 1898, era una principessa egiziana, figlia di Abbas Hilmi Pasha. Si sposarono il 2 febbraio 1920 al Palazzo di Çırağan. Fra gli ospiti, c'era Ismet Inonu, futuro presidente turco. La sorella di Kerime, Nebile Emine Hanim, aveva invece sposato un anno prima Şehzade Abdurrahim Hayri, figlio del sultano Abdülhamid II. Osman e Kerime divorziarono nel 1932, senza avere figli. Kerime morì il 28 marzo 1971.

## Personalità
Osman Füad era un principe amante della vita mondana e dei lussi moderni. Amava vestire in modo elegante e, a Istanbul, era noto per i suoi giri per la città guidando una Mercedes scoperta.
Da giovane, era ritenuto bello e popolare fra le donne, e fra gli uomini aveva un'ottima fama come militare leale, generoso e coraggioso, a cui teneva molto.
Amava particolarmente comparire in pubblico con l'alta uniforme, le decorazioni e le medaglie, e preferiva essere appellato come il "generale principe". Come molti della sua famiglia, era un musicista di talento.

## Onorificenze
Osman Füad venne insignito delle seguenti onorificenze:
- Ordine della Casa di Osman, ingioiellato
- Ordine dei Medjidie, 1ª Classe
- Medaglia di guerra Liakat, oro
- Medaglia d'oro Hicaz Demiryolu
- Stella di Gallipoli
- Medaglia di guerra Liakat, argento
- Medaglia della Marina, oro